# Losing You (Dead by April-låt)
Losing You är debutsingeln från Göteborgsbandet Dead by April. Låten toppade Sverigetopplistan den 1 maj 2009.

## Låtlista
EU CD singel
| Nr | Titel                      | Kompositör                     | Längd |
| -- | -------------------------- | ------------------------------ | ----- |
| 1. | Losing You (Album Version) | Pontus Hjelm & Jimmie Strimell | 3:53  |

Promo CD
| Nr | Titel                      | Kompositör                     | Längd |
| -- | -------------------------- | ------------------------------ | ----- |
| 1. | Losing You (Album Version) | Pontus Hjelm & Jimmie Strimell | 3:53  |
| 2. | Losing You (Radio Edit)    | Pontus Hjelm & Jimmie Strimell | 3:30  |

UK CD singel
| Nr | Titel                            | Kompositör                     | Längd |
| -- | -------------------------------- | ------------------------------ | ----- |
| 1. | Losing You (Alternative Version) | Pontus Hjelm & Jimmie Strimell | 3:56  |
| 2. | My Saviour (Non-album Track)     | Pontus Hjelm & Jimmie Strimell | 3:13  |

Itunes singel
| Nr | Titel                      | Kompositör                     | Längd |
| -- | -------------------------- | ------------------------------ | ----- |
| 1. | Losing You (Album Version) | Pontus Hjelm & Jimmie Strimell | 3:53  |
| 2. | Losing You (Edit Version)  | Pontus Hjelm & Jimmie Strimell | 3:30  |

UK/Itunes EP
| Nr | Titel                           | Kompositör                     | Längd |
| -- | ------------------------------- | ------------------------------ | ----- |
| 1. | Losing You                      | Pontus Hjelm & Jimmie Strimell | 3:57  |
| 2. | Trapped (Heavier Mix)           | Pontus Hjelm                   | 3:06  |
| 3. | Stronger (Heavier Mix)          | Pontus Hjelm & Jimmie Strimell | 3:58  |
| 4. | Angels of Clarity (Heavier Mix) | Pontus Hjelm & Jimmie Strimell | 3:39  |

## Banduppsättning
- Jimmie Strimell - Sång
- Pontus Hjelm - Gitarr, sång, keyboard
- Johan Olsson - Gitarr
- Marcus Wesslén - Elbas
- Alexander Svenningson - Trummor